# 德尔菲诺波利斯
德尔菲诺波利斯是巴西米纳斯吉拉斯州的一个市镇。总面积1374.969平方公里，总人口6698人，人口密度4.9人/平方公里。